# Table des caractères Unicode/U0300
Cette page contient des caractères spéciaux ou non latins. S’ils s’affichent mal (▯, ?, etc.), consultez la page d’aide Unicode.
Table des caractères Unicode U+0300 à U+036F (768 à 879 en décimal).

## Diacritiques(Unicode 1.0.0 à 4.1)
Utilisés comme signes diacritiques se combinant avec le caractère qu’ils suivent. Ces signes sont ici présentés combinés à la lettre latine minuscule « o » (U+006F)  à des fins de lisibilité, ou bien pour quelques uns (signalés en note au survol) avec la lettre latine minuscule « c » (U+0063). Ils ne sont toutefois pas réservés seulement pour l’écriture latine, mais aussi utilisés pour les écritures grecque, copte et cyrillique (et parfois pour d’autres écritures, à moins qu’elles disposent de diacritiques spécifiques à celles-ci).
Note : certaines combinaisons, bien que valides selon Unicode, ne s'affichent pas correctement avec de nombreuses polices (notamment pour les diacritiques couvrants U+0334 à U+0338 qui peuvent sembler décentrés vers la droite). Il est recommandé d'utiliser dans les documents les lettres ou symboles précombinés (en forme équivalente normalisée canonique NFC) équivalentes quand ces caractères existent dans Unicode pour les alphabets latins, grecs, coptes et cyrilliques ou pour les symboles, car de nombreuses polices de caractères ou différents moteurs de rendus de texte peuvent ne pas les reconnaître et donner un rendu approximatif. Toutefois leur emploi en combinaison avec des symboles et lettres symboliques pour les notations mathématiques reste souvent la seule solution possible.
Les diacritiques dits « doubles » U+035C à U+0362, couramment utilisées dans les notations phonétiques ou grammaticales, sont des variantes élargies des diacritiques simples correspondants ; ils doivent être codés dans les textes entre deux lettres de base (après les diacritiques s'appliquant seulement à la première lettre). Dans la table ci-dessous ils sont codés entre deux lettres latines minuscules « o » à des fins de lisibilité (ces signes diacritiques devraient apparaître centrés entre les deux lettres). Il est vivement recommandé d'utiliser ces diacritiques doubles plutôt que les « demi-diacritiques » codant séparément (après chaque lettre ou symbole de base) soit la moitié gauche soit la moitié droite, quand de tels diacritiques ne recouvrent que deux lettres ou symboles de base.

### Table des caractères
| en fr  | 0  | 1  | 2  | 3 | 4 | 5 | 6 | 7 | 8 | 9 | A | B | C  | D  | E  | F   |
| ------ | -- | -- | -- | - | - | - | - | - | - | - | - | - | -- | -- | -- | --- |
| U+0300 | ò  | ó  | ô  | õ | ō | o̅ | ŏ | ȯ | ö | ỏ | o̊ | ő | ǒ  | o̍  | o̎  | ȍ   |
| U+0310 | o̐  | ȏ  | o̒  | o̓ | o̔ | o̕ | o̖ | o̗ | o̘ | o̙ | o̚ | ơ | o̜  | o̝  | o̞  | o̟   |
| U+0320 | o̠  | c̡  | c̢  | ọ | o̤ | o̥ | c̦ | ç | ǫ | o̩ | o̪ | o̫ | o̬  | o̭  | o̮  | o̯   |
| U+0330 | o̰  | o̱  | o̲  | o̳ | o̴ | o̵ | o̶ | o̷ | o̸ | o̹ | o̺ | o̻ | o̼  | o̽  | o̾  | o̿   |
| U+0340 | ò  | ó  | o͂  | o̓ | ö́ | oͅ | o͆ | o͇ | o͈ | o͉ | o͊ | o͋ | o͌  | o͍  | o͎  | CGJ |
| U+0350 | o͐  | o͑  | o͒  | o͓ | o͔ | o͕ | o͖ | o͗ | o͘ | o͙ | o͚ | o͛ | o͜o | o͝o | o͞o | o͟o  |
| U+0360 | o͠o | o͡o | o͢o | oͣ | oͤ | oͥ | oͦ | oͧ | oͨ | oͩ | oͪ | oͫ | oͬ  | oͭ  | oͮ  | oͯ   |

- Légende, point de code :
- signe diacritique
- diacritique double
- non affichable

### Historique

#### Version initiale Unicode 1.0.0
| v · d · m | 0 | 1 | 2 | 3 | 4 | 5 | 6 | 7 | 8 | 9 | A | B | C | D | E | F |
| --------- | - | - | - | - | - | - | - | - | - | - | - | - | - | - | - | - |
| U+0300    | ò | ó | ô | õ | ō | o̅ | ŏ | ȯ | ö | ỏ | o̊ | ő | ǒ | o̍ | o̎ | ȍ |
| U+0310    | o̐ | ȏ | o̒ | o̓ | o̔ | o̕ | o̖ | o̗ | o̘ | o̙ | o̚ | ơ | o̜ | o̝ | o̞ | o̟ |
| U+0320    | o̠ | c̡ | c̢ | ọ | o̤ | o̥ | c̦ | ç | ǫ | o̩ | o̪ | o̫ | o̬ | o̭ | o̮ | o̯ |
| U+0330    | o̰ | o̱ | o̲ | o̳ | o̴ | o̵ | o̶ | o̷ | o̸ | o̹ | o̺ | o̻ | o̼ | o̽ | o̾ | o̿ |
| U+0340    | ò | ó | o͂ | o̓ | ö́ | oͅ |   |   |   |   |   |   |   |   |   |   |
| U+0350    |   |   |   |   |   |   |   |   |   |   |   |   |   |   |   |   |
| U+0360    |   |   |   |   |   |   |   |   |   |   |   |   |   |   |   |   |

#### Compléments Unicode 1.1
| v · d · m | 0  | 1  | 2 | 3 | 4 | 5 | 6 | 7 | 8 | 9 | A | B | C | D | E | F |
| --------- | -- | -- | - | - | - | - | - | - | - | - | - | - | - | - | - | - |
| U+0360    | o͠o | o͡o |   |   |   |   |   |   |   |   |   |   |   |   |   |   |

#### Compléments Unicode 3.0
| v · d · m | 0 | 1 | 2  | 3 | 4 | 5 | 6 | 7 | 8 | 9 | A | B | C | D | E | F |
| --------- | - | - | -- | - | - | - | - | - | - | - | - | - | - | - | - | - |
| U+0340    |   |   |    |   |   |   | o͆ | o͇ | o͈ | o͉ | o͊ | o͋ | o͌ | o͍ | o͎ |   |
| U+0360    |   |   | o͢o |   |   |   |   |   |   |   |   |   |   |   |   |   |

#### Compléments Unicode 3.2
| v · d · m | 0 | 1 | 2 | 3 | 4 | 5 | 6 | 7 | 8 | 9 | A | B | C | D | E | F   |
| --------- | - | - | - | - | - | - | - | - | - | - | - | - | - | - | - | --- |
| U+0340    |   |   |   |   |   |   |   |   |   |   |   |   |   |   |   | CGJ |
| U+0360    |   |   |   | oͣ | oͤ | oͥ | oͦ | oͧ | oͨ | oͩ | oͪ | oͫ | oͬ | oͭ | oͮ | oͯ   |

#### Compléments Unicode 4.0
| v · d · m | 0 | 1 | 2 | 3 | 4 | 5 | 6 | 7 | 8 | 9 | A | B | C | D  | E  | F  |
| --------- | - | - | - | - | - | - | - | - | - | - | - | - | - | -- | -- | -- |
| U+0350    | o͐ | o͑ | o͒ | o͓ | o͔ | o͕ | o͖ | o͗ |   |   |   |   |   | o͝o | o͞o | o͟o |

#### Compléments Unicode 4.1
| v · d · m | 0 | 1 | 2 | 3 | 4 | 5 | 6 | 7 | 8 | 9 | A | B | C  | D | E | F |
| --------- | - | - | - | - | - | - | - | - | - | - | - | - | -- | - | - | - |
| U+0350    |   |   |   |   |   |   |   |   | o͘ | o͙ | o͚ | o͛ | o͜o |   |   |   |